# Кантемировское
Кантемировское (каз. Кантемировское) — село в Тайыншинском районе Северо-Казахстанской области Казахстана. Административный центр Кантемировского сельского округа. Код КАТО — 596067600.

## География
Находится примерно в 35 км к северо-востоку от города Тайынша, административного центра района, к востоку от озера Шаглытениз, на высоте 140 метров над уровнем моря.

## История
Основано в 1954 году в ходе освоения целины. Основатели села — 60 первоцелинников — демобилизованные военнослужащие Кантемировской танковой дивизии. Первоначально совхоз был назван «Тульский», но затем по просьбе воинов-кантемировцев переименован в «Кантемировец».

## Население
В 1999 году численность населения села составляла 626 человек (324 мужчины и 302 женщины). По данным переписи 2009 года в селе проживало 336 человек (167 мужчин и 169 женщин).